# Metal Machine Trio
Metal Machine Trio byla americká superskupina, založená v roce 2008. Členové skupiny byli Lou Reed, Ulrich Krieger a Sarth Calhoun. Skupina hrála mnoho žánrů, například minimalistickou hudbu, free jazz, noise music nebo volnou improvizaci. Název skupiny vznikl z Reedova experimentálního alba Metal Machine Music z roku 1975. Skupina zanikla po Reedově smrti v říjnu 2013.

## Diskografie
- The Creation of the Universe (2008)